# Roxy Rosa
Roxy Rosa, artiestennaam van Roxy Rosa Wooter (Almere, 2 april 2002), is een Nederlandse zangeres.

## Biografie
Wooter is geboren te Almere als dochter van profvoetballer Nordin Wooter. Op jonge leeftijd begon de artiest met schrijven van teksten en in 2019 tekende ze een contract bij platenlabel OJFam Entertainment. Haar eerste singles bij dit label waren Ups & downs met Djaga Djaga en Vreemd met Chivv. Haar eerste solo-single Enough bracht zij uit in december 2019.
Begin 2020 werkte ze met Défano Holwijn samen op het lied Niet nodig. Ze werd in maart van dat jaar bij radiozender NPO FunX uitgeroepen tot "Artist of the Month" en bracht een maand later haar debuut-ep See joy uit. Naast de eerder genoemde samenwerkingen met Djaga Djaga en Holwijn, zijn er ook bijdragen van Latifah, KM, Chivv en Quincy Promes op deze ep te vinden. Na dit album bracht de zangeres verschillende singles uit, onder meer met Jack, Jairzinho, Dior en Terry.
Roxy Rosa bracht in 2021 het lied What about you uit. Op deze deels Nederlandse, deels Engelstalige single werkte de zangeres samen met de Amerikaanse rapper Kodak Black. De opvallende samenwerking was tot stand gekomen via sociale mediaplatform Instagram. De rapper hoorde daar de zangstem van de zangeres en besloot haar een privébericht te sturen om te vragen of hij met haar wilde samenwerken. De zangeres had eerder enkele demo's op het platform gedeeld en de rapper vroeg of hij een bijdrage mocht leveren op What about you. De artiesten kondigden later tijdens een livestream hun samenwerking aan. 
Na 2021 heeft de artiest verschillende singles uitgebracht, waarvan Bij jou met Yxng Le, Samen doen met Djaga Djaga en Weg van hier met Masri het meest succesvol waren qua luisterstreams. Andere artiesten waar de zangeres anno 2024 mee heeft samengewerkt zijn onder andere Yurmaine, Brysa, Jordymone9, Madina en Navi.